# Guang’an (Stadtbezirk)

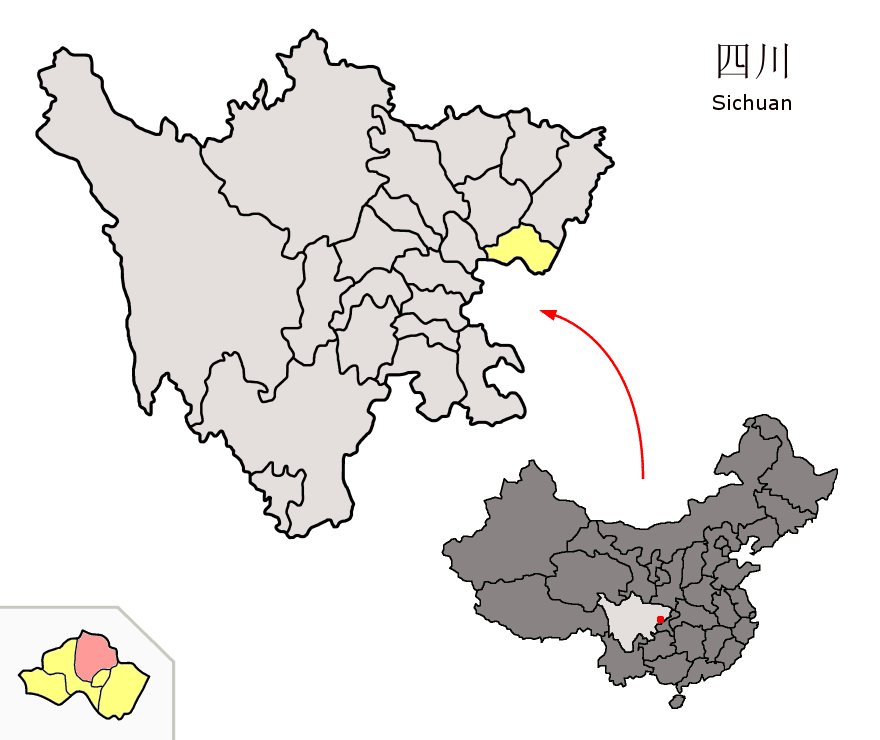
Lage des Stadtbezirks Guang’an (rosa) in Guang’an (gelb)

Guang’an (广安区,  Guǎng'ān Qū) ist ein Stadtbezirk der bezirksfreien Stadt Guang’an in der chinesischen Provinz Sichuan. Guang’an hat eine Fläche von 1.027 km² und 744.115 Einwohner (Stand: Zensus 2020).

## Administrative Gliederung
Auf Gemeindeebene setzt sich Guang’an aus fünf Straßenvierteln, 14 Großgemeinden und 17 Gemeinden zusammen. Diese sind:
| Straßenviertel Nonghui (浓洄街道), Regierungssitz des Stadtbezirks; Straßenviertel Beichen (北辰街道); Straßenviertel Guangfu (广福街道); Straßenviertel Wansheng (万盛街道); Straßenviertel Zhongqiao (中桥街道); Großgemeinde Baishi (白市镇); Großgemeinde Da’an (大安镇); Großgemeinde Guansheng (官盛镇); Großgemeinde Hengsheng (恒升镇); Großgemeinde Huaqiao (花桥镇); Großgemeinde Jinghe (井河镇); Großgemeinde Longtai (龙台镇); Großgemeinde Nongxi (浓溪镇); Großgemeinde Shisun (石笋镇); Großgemeinde Xiaoxi (肖溪镇); Großgemeinde Xiexing (协兴镇); Großgemeinde Xingping (兴平镇); Großgemeinde Yuelai (悦来镇); | Großgemeinde Zaoshan (枣山镇); Gemeinde Baima (白马乡); Gemeinde Chongwang (崇望乡); Gemeinde Chuanshi (穿石乡); Gemeinde Dalong (大龙乡); Gemeinde Dayou (大有乡); Gemeinde Dongyue (东岳乡); Gemeinde Fangping (方坪乡); Gemeinde Guangluo (广罗乡); Gemeinde Guangmen (广门乡); Gemeinde Hualong (化龙乡); Gemeinde Long’an (龙安乡); Gemeinde Pengjia (彭家乡); Gemeinde Pulian (蒲莲乡); Gemeinde Suxi (苏溪乡); Gemeinde Xiaohe (消河乡); Gemeinde Yangping (杨坪乡); Gemeinde Zhengshan (郑山乡). |

## Sonstiges
Die Großgemeinde Xiexing ist der Geburtsort von Deng Xiaoping.